# Louis Jacques Thénard
Louis Jacques Thénard (La Louptière-Thénard, 4 de mayo de 1777 - París, 21 de junio de 1857) fue un químico y farmacéutico francés, descubridor del agua oxigenada y del boro.

## Biografía

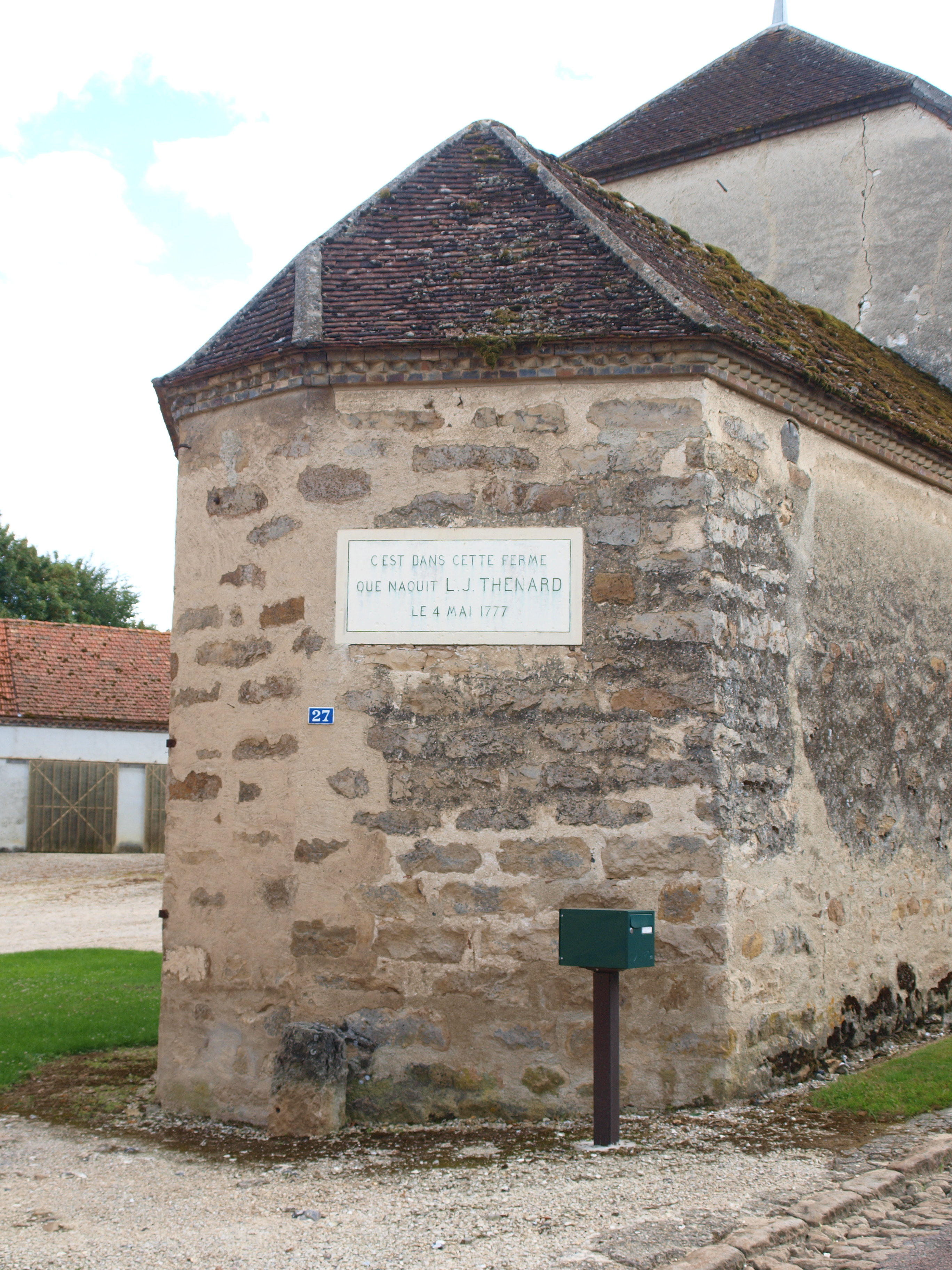
Casa natal de Thénard en la Louptière-Thénard

Louis Jacques Thénard era el cuarto hijo de Stephen Aimable Thénard y de Anne Cécile Savourat. Su padre, un campesino pobre, logró que Thénard pudiera estudiar en la academia de Sens, enviándole con dieciséis años de edad a estudiar farmacia en París. Allí asistió a las clases de Antoine-François de Fourcroy y de Louis Nicolas Vauquelin. Se le permitió realizar las prácticas en el laboratorio de Vauquelin (a pesar de que no podía pagar la cuota mensual de 20 francos exigida) en calidad de mozo del laboratorio, gracias a la insistencia de las hermanas de Vauquelin. Sin embargo, su progreso fue tan rápido que en dos o tres años fue capaz de sustituir a sus valedores en las clases, y Fourcroy y Vauquelin estaban tan satisfechos con su trabajo, que le procuraron en 1797 una plaza como profesor de química en la escuela, y en 1798 el cargo de répétiteur (profesor adjunto) en la École Polytechnique.
En 1804 Vauquelin renunció a su cátedra en el Collège de France y utilizó con éxito su influencia para que le fuera adjudicada a Thénard, quien seis años más tarde, tras la muerte de Fourcroy, fue elegido además para las cátedras de química en la École Polytechnique y en la Facultad de Ciencias. También logró el puesto de Fourcroy como miembro de la Academia. 
En 1821, fue elegido miembro extranjero de la Real Academia Sueca de Ciencias. En 1825 recibió el título de barón concedido por el rey Carlos X, y en 1832 Luis Felipe de Orleans le nombró par de Francia. De 1827 a 1830 representó al departamento de Yonne en la cámara de diputados, y como vicepresidente del Consejo Superior de Instrucción Pública, ejerció una gran influencia en la educación científica en Francia. Murió en París el 21 de junio de 1857.
Por encima de todo, Thénard fue un maestro; como él mismo dijo: 

"El profesor, los asistentes, el laboratorio y todo lo demás; todo debe ser sacrificado a los estudiantes".

Como la mayoría de los grandes maestros, publicó un libro de texto, y su Traité de chimie élémentaire, théorique et pratique (4 vols., París, 1813 hasta 1816), que sirvió de referente durante un cuarto de siglo, tal vez contribuyó más al avance de la química que sus numerosos descubrimientos originales.

## Investigación
Poco después de su nombramiento como répétiteur en la Escuela Politécnica comenzó su amistad de por vida con Joseph Louis Gay-Lussac, y los dos llevaron a cabo numerosos proyectos de investigación en común. Un cuidadoso análisis le llevó a discutir algunos de puntos de vista teóricos de Claude Louis Berthollet con respecto a la composición de los óxidos metálicos, demostrando que el "ácido zoonico" de Berthollet era ácido acético impuro (1802). En respuesta, Berthollet le invitó a convertirse en miembro de la Sociedad de Arcueil.
En su primer trabajo original (1799) estudió los compuestos de arsénico y de antimonio con oxígeno y con azufre. En 1807, comenzó una importante investigación sobre los compuestos del éter. Sus investigaciones sobre el ácido sebácico (1802) y sobre la bilis (1807) también merecen mención, al igual que su descubrimiento del boro (1808) y del agua oxigenada (1818) . En 1799 desarrolló el pigmento conocido como Azul de Thénard en respuesta a una petición de Jean-Antoine Chaptal para la obtención de un colorante barato para ser utilizado en la fábrica de cerámica de Sevres.

## Algunas publicaciones
- Thénard, Louis Jacques. Traité de chimie élémentaire, théorique et pratique. Crochard, París. 1827
- Gay-Lussac, Joseph Louis; Thénard, Louis Jacques. Recherches physico-chimiques, faites sur la pile; sur la préparation chimique et les propriétés du potassium et du sodium; sur la décomposition de l’acide boracique; sur les acides fluorique, muriatique et muriatique oxigéné; sur l’action chimique de la lumière; sur l’analyse végétale et animale, etc.. Deterville, Paris. 1811
- Thénard, Louis Jacques; Deville, Henri Sainte-Claire; et al. Les Métaux légers, aluminium, glucinium, magnésium, métaux alcalins. in Les classiques de la découverte scientifique. Paris, Gauthier-Villars. 1938

## Reconocimientos

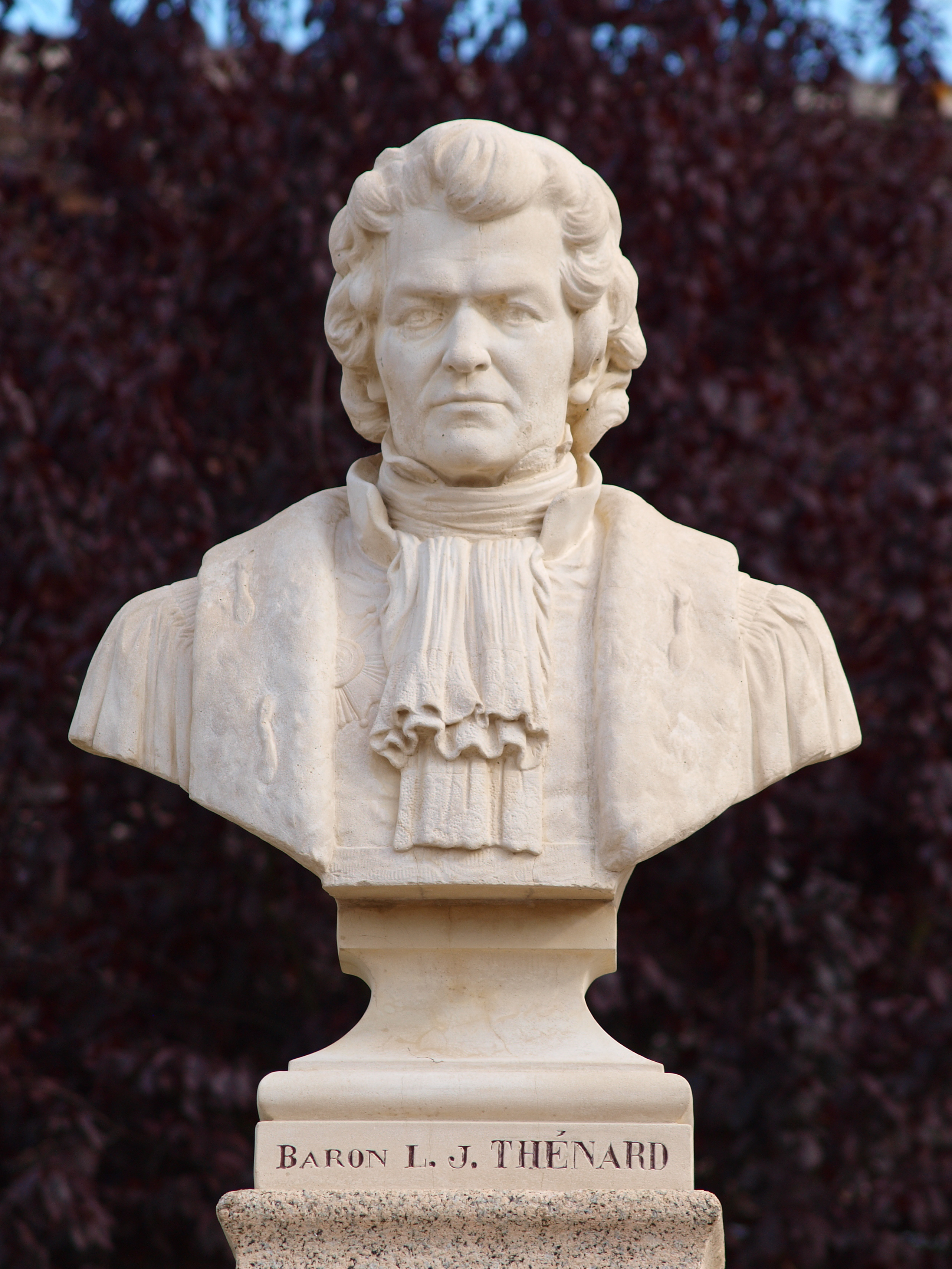
Busto del Barón Thénard en su pueblo natal

- Miembro extranjero de la Real Academia Sueca de Ciencias en 1821.
- Recibió el título de "Barón" en 1825.
- El geólogo Casaseca la dedicó en 1826 el mineral thenardita (compuesto de sulfato de sodio).
- Nombrado Par de Francia en 1832.
- Comendador de la Legión de Honor.
- Una estatua fue erigida a su memoria en Sens en 1861.
- El nombre de su pueblo natal fue cambiado a La Louptière-Thénard en su honor en 1865.[2]
- Es uno de los 72 científicos cuyo nombre figura inscrito en la Torre Eiffel.